# Georgios Tsitsis
Georgios Tsitsis (griechisch Γεώργιος Τσίτσης; * 12. März 1989 in Berat, Albanien) ist ein griechischer Fußballspieler.

## Karriere
Tsitsis spielte in der Jugend von Panathinaikos Athen. 2008 wechselte er in die Gamma Ethniki zu AO Koropi. Nach weiteren Stationen in der dritten Liga kam er 2011 zum Zweitligisten Diagoras Rhodos. Für Diagoras absolvierte er in der Saison 2011/12 zu sieben Einsätzen. 2012 wechselte er wieder in die dritte Liga, diesmal zu APS Zakynthos. Über PAS Korinthos und Orfeas Elefteroupoli kam er 2015 zu Nestos Chrysoupoli.